# كيندال مكينتوش
كيندال مكينتوش (بالإنجليزية: Kendall McIntosh)‏ (24 يناير 1994 في الولايات المتحدة - ) هو لاعب كرة قدم أمريكي في مركز حراسة المرمى. لعب مع بورتلاند تمبرز.

## وصلات خارجية
- كيندال مكينتوش على موقع الدوري الأمريكي (الإنجليزية)
- كيندال مكينتوش على موقع قاعدة بيانات كرة القدم.إي يو (الإنجليزية)
- كيندال مكينتوش على موقع Soccerway.com (الإنجليزية)